# Pauline Roland (dessinatrice)
Pour les articles homonymes, voir Pauline Roland et Roland (homonymie).
Pauline Roland est une illustratrice française d'ouvrages jeunesse et dessinatrice de bande dessinée née le 22 décembre 1987 à Agen.

## Biographie

### Jeunesse et formation
La mère de Pauline Roland a exercé la fonction de directrice de l'école Joseph-Bara à Agen. Née à Agen, Pauline Roland fréquente le collège Paul-Dangla et, au lycée Bernard-Palissy, elle s'inscrit en filière littéraire avec options arts plastiques. Elle intègre ensuite une classe préparatoire aux beaux-arts à Toulouse avant d'intégrer l’École européenne supérieure de l'image de Poitiers en 2007, où elle obtient le diplôme national d'arts plastiques en 2010 puis le diplôme national supérieur d'expression plastique en 2013, en présentant successivement deux courts-métrages d'animation, qui témoignent de l'influence d'André Franquin, Georges Wolinski, Jean-Marc Reiser et Cabu. Le premier, qui dure 4 minutes 56 secondes, s'intitule « Qui n’a pas vu les seins de ma mère ? ».
L'autrice se déclare surtout influencée par les travaux de Florence Cestac, féministe. La sexualité tient une place importante dans son travail. La dessinatrice représente ses personnages avec « les gros yeux ronds ».

### Carrière
Ayant posté ses dessins sur les réseaux sociaux, elle reçoit une proposition pour dessiner des livres jeunesse : la série Lila, scénarisée par Séverine de la Croix. Le premier volume décrit, sous un angle humoristique et didactique, la phase pré-pubertaire de l'héroïne. La série se développe et le cinquième tome paraît en 2020 : L'Amouuur et les baisers.
Avec la même scénariste, Pauline Roland illustre en parallèle une collection pour les enfants : « Qui n'aimait pas » : en 2020, la collection compte plusieurs tomes.
La dessinatrice conclut d'autres collaborations : avec la youtubeuse Emma CakeCup, elle dessine deux ouvrages. Fin 2019, installée à Port-la-Nouvelle, elle a signé une dizaine de bandes dessinées au cours de sa carrière.
Elle s'associe avec Marine Gasc, passionnée d'histoire, pour un livre en autoédition par souscription : Raconte-moi l'histoire de la sexualité, suivi d'un autre sur l'histoire de Narbonne. Fin 2020, sur commande de l'association des amis de Ducos du Hauron, toutes deux livrent une bande dessinée biographique sur Louis Ducos du Hauron, fruit de 18 mois de travail : Louis Ducos du Hauron, Cyan. Jaune. Magenta.

## Œuvre
Sauf mention contraire, Pauline Roland est dessinatrice des ouvrages.

### Bande dessinée
- Lila[11], scénario de Séverine de la Croix, Delcourt, coll. Jeunesse ; 5 volumes, 2016 - 2020
- La Brice de Nice dessinée[12], scénario de Sabine Duhamel, Jungle !, 2017  (ISBN 978-2-8222-2037-8)
- Emma CakeCup, scénario d'Emma et Claire Gutezeit, Jungle

1. Le Sosie maléfique[13], 2017  (ISBN 978-2-8222-2161-0)
2. Retour vers le passé, 2018  (ISBN 978-2-8222-2293-8)

- Raconte-moi l'histoire de la sexualité, scénario de Marine Gasc, auto-édition, 2019  (ISBN 979-10-96447-00-8)
- Louis Ducos du Hauron, Cyan. Jaune. Magenta, scénario de Marine Gasc, édition par l'association des amis de Ducos du Hauron, 2020  (ISBN 9 782957 482801)

### Illustration
- Série Qui n'aimait pas, textes de Séverine de La Croix et Anthony Signol, éd. Spash !

1. Le Chat qui n'aimait pas les poils, 2016  (ISBN 978-2-36829-158-0)
2. La Maîtresse qui n'aimait pas les élèves, 2016  (ISBN 978-2-36829-159-7)
3. Le Dragon qui n'aimait pas le feu, 2017  (ISBN 978-2-36829-191-7)
4. Le Père Noël qui n'aimait pas les cadeaux, 2017  (ISBN 978-2-36829-192-4)
5. La Poule qui n'aimait pas les œufs, 2017  (ISBN 978-2-36829-189-4)
6. Le Doudou qui n'aimait pas les enfants, 2018  (ISBN 978-2-36829-197-9)
7. Le Poney qui n'aimait pas les cavaliers, 2018  (ISBN 978-2-36829-196-2)
8. Le Pou qui n'aimait pas les cheveux, 2018  (ISBN 978-2-36829-178-8)
9. Le Monstre qui n'aimait pas faire peur, 2019  (ISBN 978-2-36829-200-6)
10. Le Poisson qui n'aimait pas l'eau, 2019  (ISBN 978-2-36829-199-3)
11. La Sorcière qui n'aimait pas la magie, 2019  (ISBN 978-2-36829-195-5)
12. Le Pirate qui n'aimait pas les trésors, 2020  (ISBN 978-2-36829-206-8)
13. La Princesse qui n'aimait pas les princes charmants, 2020  (ISBN 978-2-36829-203-7)
14. La Licorne qui n'aimait pas les paillettes, 2020  (ISBN 978-2-368-29215-0)

### Court-métrage
- Qui n’a pas vu les seins de ma mère ?, 2010[2]
- Chérie, rends-moi mes collants ![2], 2012 - Grand prix du jury du Festival national du court-métrage étudiant à Paris[1].

### Documentation
- DT, « Lila : Pommes, poires, abricots - Par Séverine de la Croix et Pauline Roland - Delcourt », sur Actua BD, 16 septembre 2016.
- Aurélie Féris, « "Lila", Titeuf au féminin, hilarante mais pas que... », La Provence,‎ 25 décembre 2016 (lire en ligne).